# Gatsbyho křivka

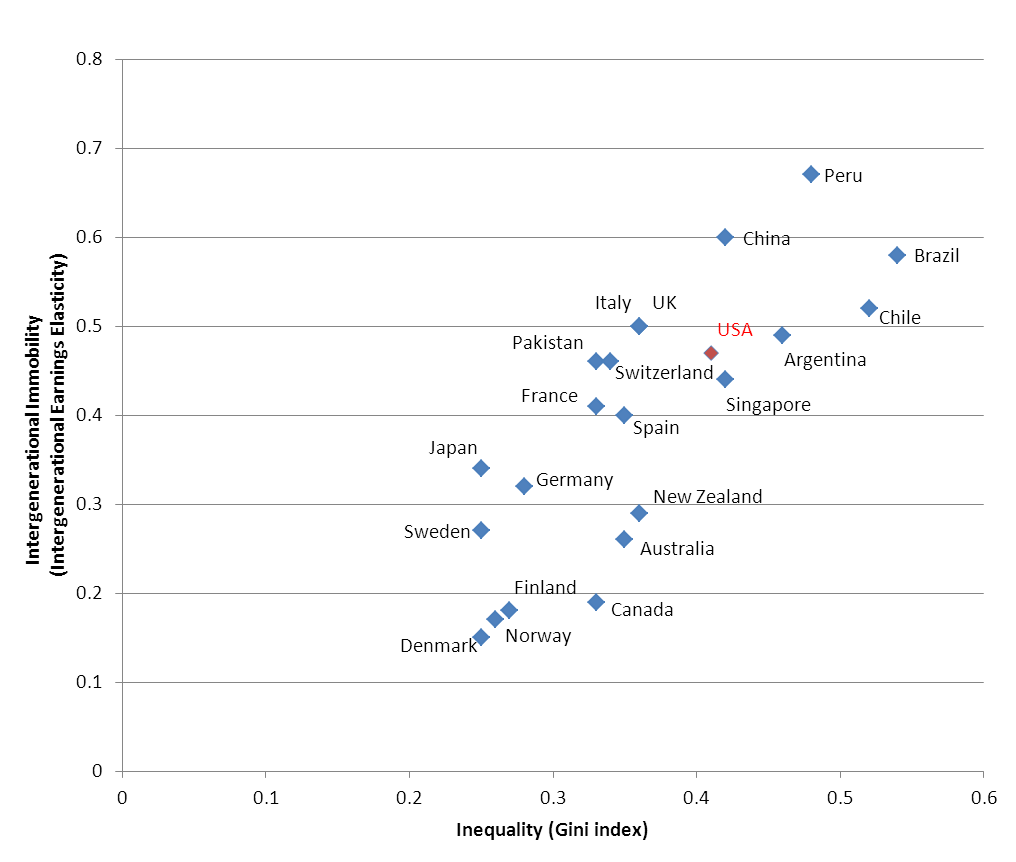
Giniho koeficient je korelován s tím, jak je příjem potomků dán příjmem rodičů. (na horizontální ose nerovnost, na vertikální mezigenerační mobilita)

Gatsbyho křivka je označení pro empirický vztah mezi Giniho koeficientem (nerovnost v příjmech) a mírou, jakou se dědí majetek od rodičů (mezigenerační mobilita). Označení zavedl ekonom Alan Krueger podle postavy románu Velký Gatsby.

## Popis grafu
Graf (Korelační diagram) ilustruje silný pozitivní korelační vztah mezi příjmovou nerovností a mezigenerační mobilitou (tj. jak težké je pro děti dosáhnout vyšších příjmů než mají jejich rodiče). Příjmová nerovnost je meřena pomocí Giniho koeicientu; mezigenerační mobilita je vyjádřena hodnotou mezigenerační příjmové elasticity. Vyšší hodnoty Giniho koeficientu znamenají vyšší nerovnost ve společnosti; vyšší hodnoty elasticity naopak znamenají nižší mezigenerační mobilitu (tj. pro děti je náročnější překročit příjmy svých rodičů).

## Postavení jednotlivých zemí v celosvětovém kontextu
Severské státy vykazují mají ve srovnání s ostatními státy vyšší rovnost v příjmech a menší dědivost (rovné příležitosti), v grafu se nacházejí v levém dolním rohu. Tyto státy vykazují vyšší mezigenerační příjmovou mobilitu, což může být způsobeno tím, že v těchto státech jsou vysoké daně a vzdělávání je většinou hrazené ze státního rozpočtu (a tudíž je vzdělání dostupné i pro děti z rodin s nižšími příjmy, pro které je pak jednodušší dostat se do vyšší příjmové třídy). Další země nacházející se v levém spodním části grafu jsou Japonsko a Německo. Většina evropských zemí se pak nachází v prostřední části grafu. Naopak USA se, možná překvapivě, nachází v oblasti zemí s vyšší nerovností a nižší mezigenerační příjmovou mobilitou. Přestože je USA považována za zemi rovných příležitostí, realita je spíše opačná (příčinnou může být například slabší sociální systém a privátně hrazené vzdělávání, tedy opak služeb poskytovaných Severskými státy zmíněných výše). Mezi země s nejhoršími hodnotami patří především státy Jižní Ameriky, kde je vysoká nerovnost a silný vliv socioekonomického postavení rodičů na děti následné postavení jejich dětí.

## Další teorie Gatsbyho křivky[1]
V této části jsou informace čerpány z  . Při uvažování následujících teorií a modelů je potřeba brát v potaz, že často pracují s jiným vyjádřením nerovnosti než Gini index.

### Modely rodinných investic (Family investment models)
Hlavní myšlenkou je v tomto případě teze, že investice rodičů do vzdělání svých dětí jsou důležité. V těchto modelech se uvažuje jakým způsobem rodiče rozdělují svůj příjem mezi vlastní spotřebou a vzděláváním svých dětí. Mezi hlavní faktory ovlivňující jejich rozhodování patří například omezená dostupnost financí (málo naspořených peněz, nemožnost si půjčit, nízké příjmy atd.) a stres (fyzický i psychický). Právě stres, spojený s deprivací, může následně vést k potlačení vývoje dětí a jejich horšímu prosazení v budoucím životě (neschopnost vytvořit si svůj lidský kapitál).

### Dovednostní modely (Skill models)
Další modely zkoumají význam dovedností a dochází k závěru, že výsledky jedince v dospělosti jsou ovlivněni dovednostmi, které jsou získávány v průběhu dětství a dospívání v důsledku řešení různých životních situací a v důsledku podnětů získaných v rodinném prostředí.

### Sociální modely (Social models)
Zabývají se především sociálními interakcemi. Zdůrazňují, že významným faktorem je "segregace" bohatých a chudých. Segregací je v tomto kontextu myšleno rozdělení různých příjmových skupin do oddělených komunit, mezi těmito komunitami je pak náročnější přecházet, ve smyslu změny socioekonomického postavení. V důsledku toho pak bohatí zůstávají bohatými a chudí chudými.
Dále poukazují na další dva důsledky geografického rozdělení bohatých a chudých. Prvním je vztah mezi výší příjmů v určitých oblastech a celkovými výdaji na školství v těchto oblastech (často je tento vztah totiž pozitivní, tedy v chudších oblastech jsou výdaje na školství nižší než v oblastech bohatých). Druhým důsledek je vliv okolí (resp. sousedství) na výsledky vzdělávání - ovlivňuje je především skrze vlivy na sociální rozvoj dětí a na jejich chování, dále má vliv na vytváření mezilidských vztahů. Socioekonomická komunita, ve které lidé žijí, pak také často souvisí s kvalitou životního prostředí.

## Kritika originální teorie Gatsbyho křivky
Yonatan Berman ve svém článku popisuje, jaký způsobem jsou veličiny použité při zobrazovaní Gatsbyho křivky propojené. Zdůrazňuje jejich "mechanický vztah" plynoucí především z definice mezigenerační příjmové elasticity, která vychází z podobného matematického základu jako Giniho koeficient. Berman naznačuje, že právě tento společný matematický základ může být příčinnou empirického vztahu zobrazeného Gatsbyho křivkou a tedy poukazuje na to, že jejich silný vztah je vlastně očekávatelný.
K podobným závěrům dochází také Greg Mankiw, který označuje korelaci Gatsbyho křivky za ne úplně překvapující. Dále také argumentuje, že porovnáváním obecně bohatších a chudších zemí nutně dostaneme požadovaná vztah, jelikož chudší populace má vyšší tendenci zůstávat chudší a bohatší naopak zůstávat bohatší. Tento argument byl ovšem následně podroben kritice a lze ho tedy považovat minimálně za kontroverzní.